# ロベルト・ロペス・アルカイデ
ロベルト・ロペス・アルカイデ（Roberto López Alcaide, 2000年4月24日 - ）は、スペイン・アラゴン州サラゴサ県サラゴサ出身のサッカー選手。CDレガネス所属。ポジションはMF。

## クラブ経歴
2015年にレアル・ソシエダのカンテラに入所。2017年にCチームに昇格。翌2018年にはBチームに昇格と、順調にステップアップを積み、2019年にトップチームに昇格。同年1月14日のRCDエスパニョール戦でラ・リーガデビュー。 2019-20シーズンはBチームで26試合7ゴールを決めたところで再びトップチームに昇格。2020年6月21日のレアル・マドリード戦では、後半37分にミケル・メリーノのゴールを演出するも、試合は1-2で敗れた。
2024年7月10日、CDレガネスに3年契約で移籍した。